# 104 كليمين
104 كليمين هو كويكب، يقع ضمن حزام الكويكبات. اكتشف في 13 سبتمبر 1868. وقد اكتشفه جيمس كريغ واتسون.

## روابط خارجية
- 104 كليمين في قاعدة بيانات مختبر الدفع النفاث لأجرام النظام الشمسي الصغيرة

- الاكتشاف · مخطط المدار ·  العناصر المدارية · المعلمات المادية

- 104 كليمين على موقع ويكي سكاي: DSS2, SDSS, GALEX, IRAS, Hydrogen α, X-Ray, Astrophoto, Sky Map, Articles and images